# Calathocratus rhodiensis
Calathocratus rhodiensis is een hooiwagen uit de familie kaphooiwagens (Trogulidae). De originele naamcombinatie (protoniem) was Trogulocratus rhodiensis Gruber, 1963.